# (36284) 2000 DM8
(36284) 2000 DM8 est un astéroïde Apollon découvert en 2000.

## Description
(36284) 2000 DM8 a été découvert le 27 février 2000 à l'observatoire Magdalena Ridge, situé dans le comté de Socorro, au Nouveau-Mexique (États-Unis), par le projet Lincoln Near-Earth Asteroid Research (LINEAR).

### Caractéristiques orbitales
L'orbite de cet astéroïde est caractérisée par un demi-grand axe de 1,48 ua, un périhélie de 0,66 ua, une excentricité de 0,55 et une inclinaison de 46,76° par rapport à l'écliptique. Du fait de ces caractéristiques, à savoir un demi-grand axe supérieur à 1 ua et un périhélie inférieur à 1,017 ua, il est classé comme astéroïde Apollon.

### Caractéristiques physiques
(36284) 2000 DM8 a une magnitude absolue (H) de 14,9 et un albédo estimé à 0,813.